# Artamus mentalis
Andorinha-do-bosque-das-fiji ou andorinha-do-mato-das-fiji (Artamus mentalis) é uma espécie de ave da família Corvidae. Esta ave é endêmica da maioria das ilhas Fiji, embora não exista nos arquipélagos Kadavu e Lau.
A ave é um pássaro robusto de 18 centímetros de comprimento. Sua plumagem é escura, com barriga, costas e garganta brancas.

## Distribuição e habitat
O Artamus mentalis é endêmico das principais ilhas de Fiji , chamadas Viti Levu, Vanua Levu e Taveuni. Está ausente na quarta maior ilha, Kadavu, mas está presente em Gau, a menor do arquipélago de Lomaiviti. Seu habitat natural são as florestas úmidas, tropicais úmidas e savanas, mas também se ajustou à habitats afetados por humanos, morando em áreas cultivadas.
Diferente de outras aves, o Artamus mentalis é sedentário. Se organiza em grupos familiares que ocupam uma árvore e aninham por vários anos. Acredita-se que isso é gerado pelas boas condições de Fiji.

## Dieta
Artamus mentalis alimenta-se de insetos (com mariposas, borboletas, libélulas e gafanhotos). Na maioria das vezes, esta ave alimenta-se dos insetos capturando-os no ar, mas, alternativamente, pode vasculhar flores e plantas atrás de insetos.
Pequenas presas são comidas rapidamente, presas grandes são levadas ao ninho e desmembradas para comer. As asas de algumas espécies, como as libélulas, são muitas vezes desprezadas antes de engolir.

## Comportamento social
O Artamus mentalis é altamente social. Na noite, os grupos se hospedam nos galhos de uma árvore, exceto durante as tempestades, quando eles se abrigam mais abaixo da árvore.
Esta ave é constantemente atacada por aves de rapina, como o falcão-peregrino. No entanto, são altamente agressivos e irão atacar seus predadores, bem como cães e gatos.

## Reprodução
Alguns estudos desta espécie sugerem que ela é monogâmica. Foram observados dois machos e duas fêmeas construindo o ninho, incubando os ovos e criando o filhote. Não se sabe se ambas as fêmeas relacionam apenas a dominante, mas a copulação foi registrada como ocorrendo "indiscriminadamente" entre diferentes membros do grupo.